# Enginyeria naval

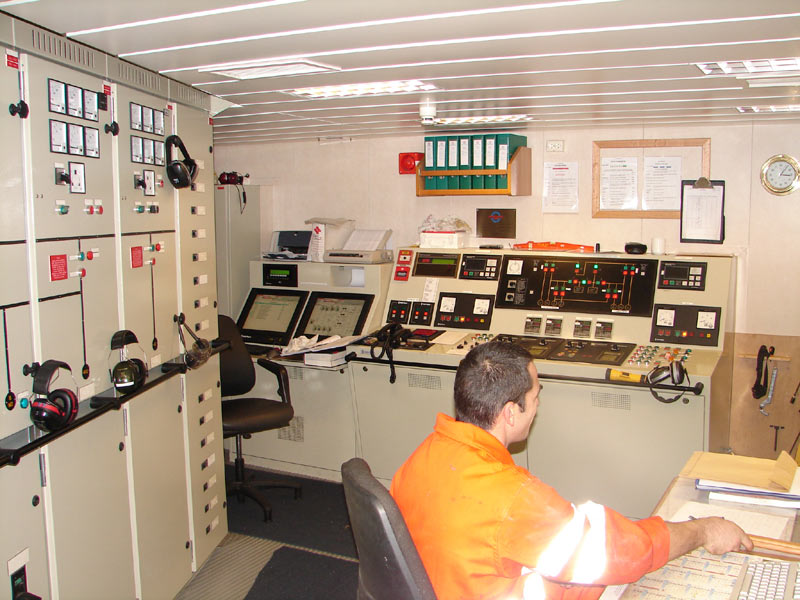
La sala de control de motors de lArgonaute, un vaixell d'abastament logístic francès.

L'enginyeria naval inclou el disseny, construcció, instal·lació, operació i suport dels sistemes i equips de propulsió i control de vehicles marins, i de sistemes que fan un vehicle o estructura siguin habitables per la tripulació, passatgers i càrrega.
L'enginyeria naval és aliada de l'enginyeria mecànica, tot i que l'enginyer naval modern necessita coneixements (i pràctica) d'energia elèctrica, electrònica, pneumàtica, hidràulica, química, enginyeria de control, arquitectura naval, enginyeria de processos, generació de vapor, turbina de gas i fins i tot tecnologia nuclear, en determinats vaixells militars.
L'enginyeria naval a bord d'un vaixell es refereix a l'operació i manteniment dels sistemes de propulsió i altres sistemes com: el generador dièsel, la il·luminació, l'aire condicionat, la refrigeració i l'aigua. Aquesta tasca és portada a terme pels oficials enginyers navals, que generalment són cadets navals entrenats per diverses organitzacions marítimes. Hi ha també centres de formació en institucions d'ensenyament superior que ofereixen programes d'enginyeria naval, com el vehicle submarí autònom d'investigació de l'escola de Geòrgia, la investigació d'energies renovables navals, i les carreres relacionades amb l'extracció de petroli i gas i les indústries de cable de comunicacions submarí.

## Història
Una de les figures més destacades de l'enginyeria naval de l'antiguitat va ser Arquimedes, que va experimentar amb la flotabilitat, va desenvolupar el cargol d'aigua, i sistemes d'armes navals preindustrials. William Froude i Isambard Kingdom Brunel van ser pioners britànics en l'enginyeria naval, els quals van il·lustrar l'eficàcia de l'hèlix del vaixells, entre altres destacats èxits. El motor naval supervivent més antic va ser dissenyat per William Symington el 1788. El vaixell Turbinia va demostrar per primer cop la superioritat del motor de turbina de vapor, el qual encara es fa servir avui en dia en la propulsió de vaixells.
A Amèrica, el departament d'arquitectura naval i enginyeria naval de la Universitat de Michigan, està registrat en una acta del Congrés de 1879, en la qual s'autoritza a la Marina dels Estats Units d'Amèrica a assignar alguns oficials a la formació d'enginyers arreu del país. Mortimer E. Cooley va ser el primer professor del departament.

## Motors navals
L'enginyeria naval van sorgir com a disciplina amb l'arribada dels motors de propulsió, sobretot durant la segona meitat del segle xix. Els primers enginyers navals van ser coneguts com a "fogoners", donat que 'llençaven carbó' a les calderes dels vaixells de motor de vapor, més o menys des de mitjans del segle xix fins a mitjans del segle xx. La paraula encara és utilitzat afectuosament pels enginyers navals moderns per descriure el seu paper.